# 王登平
王登平（おう とうへい、1952年11月 - ）は、中国人民解放軍の軍人、海軍中将。

## 概要
1952年11月安徽省肥西県生まれ。入隊後に軍歴を重ね、2014年12月に中国人民解放軍海軍副政治委員となる。2002年に海軍少将、2011年に海軍中将に昇進。

## 来歴
1952年11月安徽省肥西県に生まれる。
中国共産党中央党校に研究生として入学し卒業する。
1970年12月に18歳で中国人民解放軍に入隊する。
以後、下士官となり、小隊長、中隊政治指導員、軍政治部幹事、同副所長、総政治部宣伝部副局長、同局長、周克玉上将秘書、青島海軍基地の副政治委員、海軍装備部政治委員を歴任する。第11届全国人民代表大会代表に推挙される。
2002年、海軍の艦艇支隊副指揮員として、中国海軍初の世界一周航海に参加する。同年、少将に昇格する。
2009年12月、済南軍区副政治委員兼北海艦隊政治委員に任ぜられる。2011年7月、中将に昇格する。2012年7月、広州軍区副政治委員兼南海艦隊政治委員に任ぜられる。2014年12月中国人民解放軍海軍副政治委員に就任する。